# Aïcha Mohamed Robleh
Aïcha Mohamed Robleh (Somali Caasha Maxamed Rooble, * 1965 in Dschibuti) ist eine dschibutische Dramatikerin und Politikerin.

## Leben
Robleh wurde 1965 in Dschibuti, der Hauptstadt des gleichnamigen Staates, geboren und hat einen Abschluss in Arbeitsrecht mit Schwerpunkt auf Arbeit und Gesundheit. Sie war Abteilungsleiterin im Büro des Arbeitsministeriums bis 2003, als sie in die Nationalversammlung Dschibutis gewählt wurde. 2005 wurde sie als Minister of Promotion of Women, Family Well-Being, and Social Affairs berufen. 
Sie hat zahlreiche Schauspiele verfasst und ist Gründerin der Schauspiel-Kompagnie La Voix de l’Est (Stimme des Ostens). 1998 feierte die UNESCO ihr Schauspiel La  Dévoilée (Die Entschleierte). Ein Film, der auf ihrem Hauptthema basiert und auf das Leid durch weibliche Genitalverstümmelung hinweisen soll, feierte 2015 Premiere.

## Werke
- La dévoilée
- La dévoilée : pièce en six actes
- Data yayyáy, manót yoh yaabey! Data yayyá, raconte-moi la vie!